# Joao Quiñónez
Joao Fernando Quiñónez Araujo (Guayaquil, Ecuador; 15 de mayo de 1999) es un futbolista ecuatoriano que juega como defensa central. Actualmente se encuentra sin club.

## Trayectoria
Quiñónez inició su carrera en las divisiones juveniles del Técnico Universitario. En 2018 integró el equipo filial del club, y al año siguiente pasó a Barcelona Sporting Club, con una cesión temporal a Toreros FC. En noviembre de 2018 llegó a la Universidad Católica, donde hizo su debut en la Serie A de Ecuador.
En febrero de 2020 fichó por el Deportivo Cuenca, donde disputó 11 partidos en su primera temporada en la Serie A. En su segunda temporada con el club, jugó 17 encuentros y marcó un gol. Posteriormente, en 2022 formó parte del plantel del 9 de Octubre, con el que participó en la Copa Sudamericana 2022, jugando dos partidos. Ese mismo año pasó brevemente por el Macará.
En 2023 fue jugador de Libertad de Loja, con 11 apariciones en la máxima categoría. El 22 de noviembre de 2024 fue anunciado como nuevo refuerzo de Emelec, firmando por una temporada como agente libre.
En noviembre de 2024 se reportó un conflicto con el entrenador Leonel Álvarez debido a una inasistencia a entrenamientos, lo que derivó en su separación temporal del plantel.
A pesar de ello, el 28 de diciembre de 2024 el club oficializó la renovación de su contrato hasta diciembre de 2025. En enero de 2025, tras ofrecer disculpas públicas al cuerpo técnico, fue reincorporado al equipo para la pretemporada.

## Selección nacional

### Categorías juveniles
Formó parte del plantel de la selección sub-20 de Ecuador que se coronó campeón del Sudamericano Sub-20 de 2019, celebrado en Chile, aunque no disputó minutos en ese torneo.
También representó a la selección sub-22 en los Juegos Panamericanos de 2019, llevados a cabo en Lima, Perú.

#### Participaciones en Sudamericanos
| Campeonato                  | Sede  | Resultado | Partidos | Goles |
| --------------------------- | ----- | --------- | -------- | ----- |
| Sudamericano Sub-20 de 2019 | Chile | Campeón   | 0        | 0     |

## Estadísticas

### Clubes
Actualizado al último partido disputado el 4 de mayo de 2025.
| Club                           | Div.          | Temporada     | Liga  | Liga  | Copas nacionales | Copas nacionales | Copas internacionales | Copas internacionales | Total | Total |
| Club                           | Div.          | Temporada     | Part. | Goles | Part.            | Goles            | Part.                 | Goles                 | Part. | Goles |
| ------------------------------ | ------------- | ------------- | ----- | ----- | ---------------- | ---------------- | --------------------- | --------------------- | ----- | ----- |
| Universidad Católica · Ecuador | 1.ª           | 2018          | 1     | 0     | —                | —                | —                     | —                     | 1     | 0     |
| Universidad Católica · Ecuador | 1.ª           | 2019          | 1     | 0     | —                | —                | —                     | —                     | 1     | 0     |
| Universidad Católica · Ecuador | Total club    | Total club    | 2     | 0     | 0                | 0                | 0                     | 0                     | 2     | 0     |
| Deportivo Cuenca · Ecuador     | 1.ª           | 2020          | 11    | 0     | —                | —                | —                     | —                     | 11    | 0     |
| Deportivo Cuenca · Ecuador     | 1.ª           | 2021          | 17    | 1     | —                | —                | —                     | —                     | 17    | 1     |
| Deportivo Cuenca · Ecuador     | Total club    | Total club    | 28    | 1     | 0                | 0                | 0                     | 0                     | 28    | 1     |
| 9 de Octubre · Ecuador         | 1.ª           | 2022          | 2     | 0     | —                | —                | 2                     | 0                     | 4     | 0     |
| 9 de Octubre · Ecuador         | Total club    | Total club    | 2     | 0     | 0                | 0                | 2                     | 0                     | 4     | 0     |
| Macará · Ecuador               | 1.ª           | 2022          | 4     | 0     | —                | —                | —                     | —                     | 4     | 0     |
| Macará · Ecuador               | Total club    | Total club    | 4     | 0     | 0                | 0                | 0                     | 0                     | 4     | 0     |
| Libertad · Ecuador             | 1.ª           | 2023          | 11    | 0     | —                | —                | —                     | —                     | 11    | 0     |
| Libertad · Ecuador             | Total club    | Total club    | 11    | 0     | 0                | 0                | 0                     | 0                     | 11    | 0     |
| Emelec · Ecuador               | 1.ª           | 2024          | 5     | 0     | —                | —                | —                     | —                     | 5     | 0     |
| Emelec · Ecuador               | 1.ª           | 2025          | 8     | 1     | —                | —                | —                     | —                     | 8     | 1     |
| Emelec · Ecuador               | Total club    | Total club    | 13    | 1     | 0                | 0                | 0                     | 0                     | 13    | 1     |
| Total carrera                  | Total carrera | Total carrera | 60    | 2     | 0                | 0                | 2                     | 0                     | 62    | 2     |
| 1. 2.                          |               |               |       |       |                  |                  |                       |                       |       |       |

## Palmarés

### Campeonatos internacionales
| Título              | Club               | País    | Año  |
| ------------------- | ------------------ | ------- | ---- |
| Sudamericano Sub-20 | Ecuador Sub-20 (*) | Ecuador | 2019 |

(*) Incluye selección 

### Campeonatos nacionales
| Título             | Club   | País    | Año  |
| ------------------ | ------ | ------- | ---- |
| Serie B de Ecuador | Macará | Ecuador | 2023 |